# Dodecadodecaedru
În geometrie dodecadodecaedrul este un poliedru uniform neconvex. Are 24 de fețe, 60 de laturi și 30 de vârfuri. Având 24 de fețe este un icositetraedru neconvex. Un poliedru neconvex are fețe care se intersectează care nu reprezintă laturi sau fețe noi. Doar cele marcate cu sfere aurii sunt vârfuri, iar cele cu linii argintii sunt laturi.
Este rectificarea marelui dodecaedru (și cea a dualului său, micul dodecaedru stelat). A fost descoperit independent de Edmund Hess în 1878, de Albert Badoureau în 1881 și de Pitsch în 1882.
Laturile dodecadodecaedrul formează 10 hexagoane centrale, iar acestea, proiectate pe o sferă, devin 10 cercuri mari. Acestea 10, împreună cu cercurile mari din proiecțiile altor două poliedre, formează cele 31 de cercuri mari ale icosaedrului sferic utilizate în construcția domurilor geodezice.
Are indicele de poliedru uniform U36, indicele Coxeter C45 și indicele Wenninger W73.

## Construcții Wythoff
Are patru construcții Wythoff în patru familii de triunghiuri Schwarz: 2 | 5 5/2, 2 | 5 5/3, 2 | 5/2 5/4 și 2 | 5/3 5/4, dar care dau rezultate identice. Similar, i se pot da patru simboluri Schläfli extinse: r{5/2,5}, r{5/3,5}, r{5/2,5/4} și r{5/3 ,5/4} sau ca diagrame Coxeter: , ,  și .

## Desfășurată
O formă cu aspectul exterior la fel cu dodecadodecaedrul poate fi construită din 12 pentagrame și 20 de seturi de căte trei romburi. Însă această construcție înlocuiește fețele pentagonale care se intersectează ale dodecadodecaedrului cu seturile de romburi, care nu se intersectează, astfel că nu este reprodusă structura internă.

## Coordonate carteziene
Coordonatele carteziene ale vârfurilor unui dodecadodecaedru sunt identice cu ale icosidodecaedrului. Pentru dodecadodecaedrul centrat în origine cu lungimea laturii 1 sunt date de permutările pare ale:
{\displaystyle \left(\,\pm 1,\,0,\,0\,\right)}
plus toate permutările pare ale:
{\displaystyle \left(\,\pm \varphi ,\,\pm (\varphi -1),\,\pm 1\,\right)}
unde {\displaystyle \varphi } este secțiunea de aur, {\displaystyle \varphi ={\frac {1+{\sqrt {5}}}{2}}}.

### Raza circumscrisă
Deoarece fețele hexagonale trec prin centrul poliedrului, raza circumscrisă este egală cu laturile poliedrului.

## Poliedre înrudite
| Dodecadodecaedru          | Micul dodecahemicosaedru           |
| Marele dodecahemicosaedru | Icosidodecaedru (anvelopa convexă) |

Secvență animată de trunchiere de la {5/2, 5} la {5, 5/2}

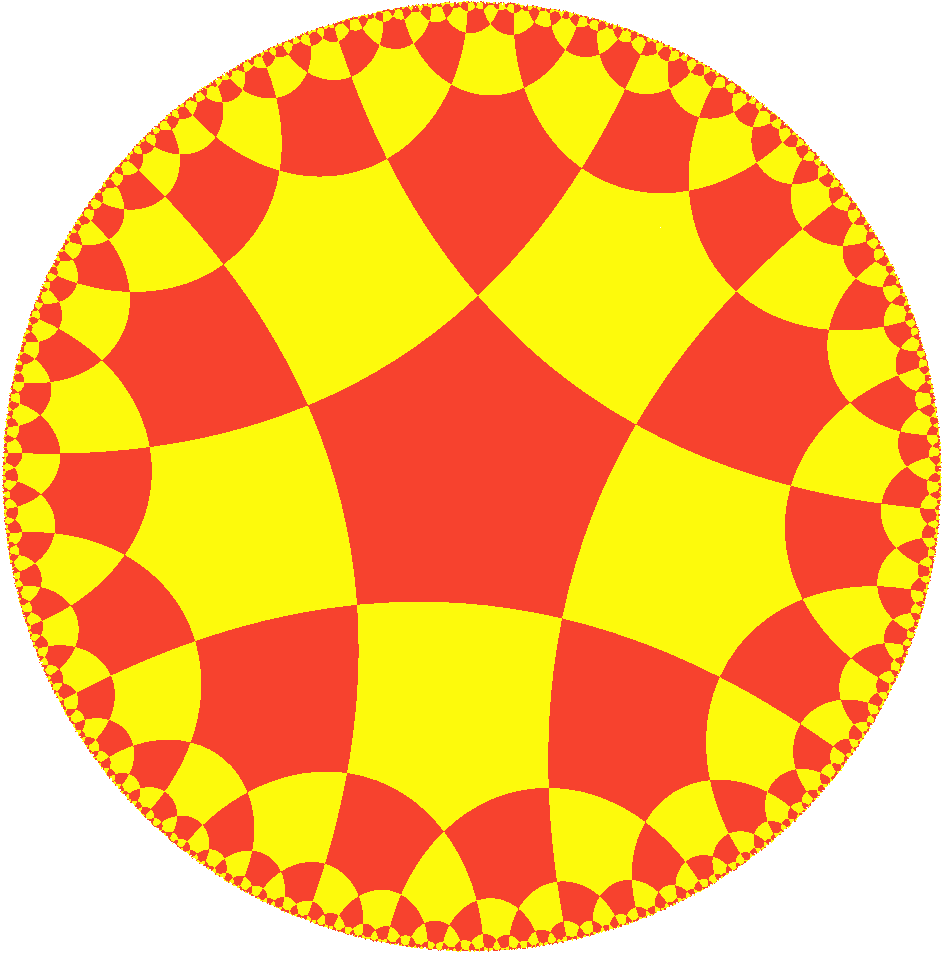
Pavare pentagonală de ordinul 4

Anvelopa sa convexă este icosidodecaedrul. De asemenea, are în comun aranjamentul laturilor cu micul dodecahemicosaedru (având în comun fețele pentagramice) și cu marele dodecahemicosaedru (având în comun fețele pentagonale).
Acest poliedru poate fi considerat o rectificare a marelui dodecaedru. Este centrul unei secvențe de trunchiere între micul dodecaedru stelat și marele dodecaedru:
Micul dodecaedru stelat trunchiat arată la exterior ca un dodecaedru, dar are 24 de fețe: 12 pentagoane de la vârfurile trunchiate și 12 suprapuse ca pentagrame trunchiate. Trunchierea dodecadodecaedrului în sine nu este uniformă și încercarea de a-l uniformiza are ca rezultat un poliedru degenerat (care arată ca micul rombidodecaedru cu poligoane {10/2} care umplu ansamblul dodecaedric de găuri), dar are o cvasitrunchiere uniformă, dodecadodecaedrul trunchiat.
| Nume             | Micul dodecaedru stelat | Micul dodecaedru stelat trunchiat | Dodecadodecaedru | Marele dodecaedru trunchiat | Marele dodecaedru |
| ---------------- | ----------------------- | --------------------------------- | ---------------- | --------------------------- | ----------------- |
| Diagramă Coxeter |                         |                                   |                  |                             |                   |
| Imagine          |                         |                                   |                  |                             |                   |

Topologic, este echivalent cu spațiul cât hiperbolic al pavării pentagonale de ordinul 4, prin distorsionarea pentagramelor înapoi la pentagoane regulate. Ca atare, este topologic un poliedru regulat cu indicele doi.
Culorile din imaginea de alături corespund pentagramelor roșii și pentagoanelor galbene ale dodecadodecaedrului din partea de sus a acestui articol.

### Triacontaedru rombic medial
Triacontaedrul rombic medial este un poliedru stelat, izoedric. Este dualul dodecadodecaedrului. Are 30 de fețe rombice care se intersectează.
Poate fi numit și micul triacontaedru stelat.

#### Stelare
Triacontaedrul rombic medial este o stelare a tricontaedrului rombic, care este dualul icosidodecaedrului, anvelopa convexă a dodecadodecaedrului.

#### Pavări hiperbolice înrudite

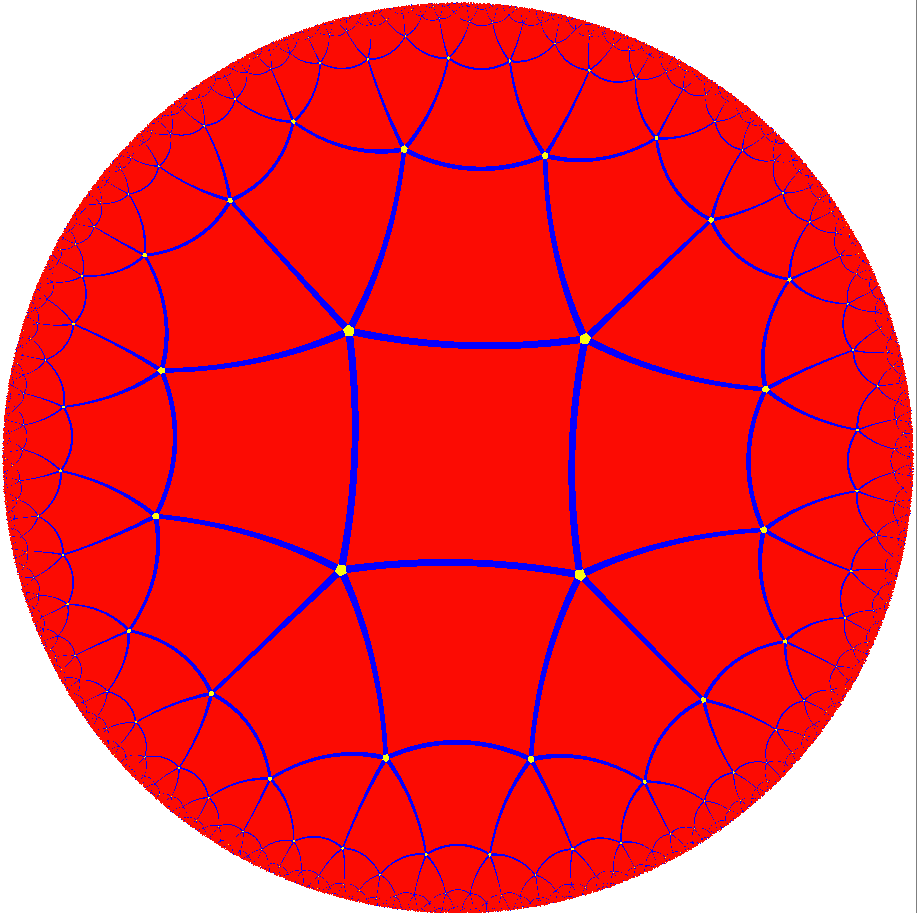

Topologic, este echivalent cu spațiul cât hiperbolic al pavării pătrate de ordinul 5, prin distorsionarea romburilor în pătrate. Ca atare, este topologic un poliedru regulat cu indicele doi.
De notat că pavarea pătrată de ordinul 5 este duala pavării pentagonale de ordinul 4, iar spațiul cât al pavării pentagonale de ordinul 4 este echivalent topologic cu dualul triacontaedrului rombic medial, dodecadodecaedrul.